# Bactrocera daula
Bactrocera daula är en tvåvingeart som beskrevs av Drew 1989. Bactrocera daula ingår i släktet Bactrocera och familjen borrflugor. Inga underarter finns listade.